# Liga de Campeones Árabe 1982
La Liga de Campeones Árabe 1982 es la primera edición de este torneo de fútbol a nivel de clubes árabes organizado por la UAFA y que contó con la participación de 3 equipos.
El Al-Shorta de Irak se proclamó campeón de esta primera edición, venciendo en la final al Nejmeh SC del Líbano.

## Participantes
| Participantes | Participantes                                                                          | Participantes |
| Club          | Modo de Clasificación                                                                  |               |
| ------------- | -------------------------------------------------------------------------------------- | ------------- |
| Al-Shorta     | Campeón de la Primera División de Irak 1979/80                                         |               |
| Nejmeh SC     | Campeón de la Primera División de Líbano 1974/75 (No hubo torneo de fútbol desde 1975) |               |
| Al-Ahli SC    | Campeón de la Jordan League 1979                                                       |               |

## Primera ronda
| Equipo 1  | Agr. | Equipo 2 | Ida | Vuelta |
| --------- | ---- | -------- | --- | ------ |
| Al-Nejmeh | 2-1  | Al-Ahli  | 2-1 | 0-0    |
| Al-Shorta | bye  |          |     |        |

## Final
| 5 de febrero de 1982 | Al-Nejmeh | 0-2 | Al-Shorta       | Al-Shaab Stadium, Bagdad, Irak |  |
|                      |           |     | 40' 83' Mahmoud |                                |  |

| 7 de febrero de 1982 | Al-Shorta     | 2-2 | Al-Nejmeh           | Al-Shaab Stadium, Bagdad, Irak |  |
|                      | Nouri · Radhi |     | Al-Khatib · Chatila |                                |  |

## Campeón
| Liga de Campeones Árabe 1982 |
| ---------------------------- |
| Bandera de Irak              |
| Al-Shorta 1.er título        |

| Predecesor: - | Liga de Campeones Árabe 1982 | Sucesor: 1984 |

- Datos: Q3000370